# Église de la Sainte-Trinité de Trucy
L'église de la Sainte-Trinité est une église située à Trucy, en France.

## Localisation
L'église est située sur la commune de Trucy, dans le département de l'Aisne.

## Historique
Le monument est classé au titre des monuments historiques en 1886.